# 錢函車站
錢函車站（日语：／ Zenibako eki */?）是一由北海道旅客鐵道（JR北海道）所經營的鐵路車站，位於日本北海道小樽市錢函，是JR北海道函館本線沿線車站之一，屬於JR北海道本社（札幌總部）的直轄範圍，配置有站員與綠窗口。行駛在函館本線上的幾列快速列車中，石狩快車（いしかりライナー）與返家快車（ホームライナー）兩列區間快速列車有在本站停靠，聯絡新千歲機場專用的機場號（エアポート）只有一小部分車次停靠，二世谷快車並不停靠本站。

## 簡介
錢函車站是1880年時伴隨官營幌內鐵道手宮至札幌間路段通車時，一同啟用的車站之一，是北海道最早設立的一批車站。不過有別於此路段上除了起訖站之外，大部分的車站都只是非常簡陋的簡易車站（除非有乘客要上下車，否則列車不會停下的招呼站牌），錢函站從啟用時就設置有正式站房與車站人員，是沿線較重要的車站，而目前使用中的兩層木造站房，是在1931年（昭和6年）改建。有說法認為錢函車站的站名，起源於當地因為捕撈鯡魚而繁榮致富的漁夫家中裝滿金錢的錢箱，而也因為此說法的緣故，印有該站站名的車票，成為民眾非常歡迎的收藏紀念品，車站方面甚至會在每年的10月17日（日本的「儲蓄日」）販賣特殊的紀念版車票。

## 車站結構
對向式月台2面2線。月台之間的移動使用跨線橋。出口位於北側。站舍側（北側）的3號月台為往札幌方向的列車，反方向的1號月台為往小樽方向的列車使用。
中央的2號軌道不設月台，供星見站到發的列車折返使用。

### 月台配置
| 月台 | 路線      | 方向 | 目的地                             |
| ---- | --------- | ---- | ---------------------------------- |
| 1    | ■函館本線 | 上行 | 小樽、俱知安方向                   |
| 3    | ■函館本線 | 下行 | 手稻、札幌、岩見澤、新千歲機場方向 |

## 相鄰車站
北海道旅客鐵道（JR北海道）
■函館本線
■快速「機場」、「新雪谷快車」
通過
■區間快速「石狩Liner」、■普通
朝里（S12）－錢函（S11）－星見（S10）